# Jaculus
Jaculus é um gênero de roedores da família Dipodidae.

## Espécies
- Jaculus blanfordi (Murray, 1884)
- Jaculus jaculus (Linnaeus, 1758)
- Jaculus orientalis Erxleben, 1777
- Jaculus bishoylus